# Ernest Gestrinius
Ernest Gestrinius, född 1 april 1663 i Helsingfors, död 21 mars 1739, var en finländsk skald från stora ofredens tid.

## Biografi
Gestrinius blev student vid Kungliga Akademien i Åbo 1687, filosofie magister 1694, konrektor vid skolan i Viborg 1695, rektor där 1696, linguarum lektor vid gymnasium i Viborg 1698 och kyrkoherde i Jäskis 1705.
Vid ryssarnas infall i landet 1707 tvingades han lämna all sin egendom i fiendens våld och kom efter en mångårig flykt över till Sverige, där han 1718 blev kyrkoherde i Tuna och Stavby socknar i Uppsala län. Han var de sex sista åren av sin levnad blind.
Gestrinius hade redan som skolman i Viborg gjort sig känd som vitterlekare och uppträdde som festskald på gymnasiet. Den långvariga flyktens upplevelser blev för honom en ny källa till poetisk inspiration. År 1718 framträdde han med en bitter klagodikt, Nödlijdande flychtingars klagan öfwer sitt långsamma kårss och elände, vilken 1722 efterföljdes av Klagelig röst i en tro-innerlig bön om hielp uti nöden til frelsaren Jesum samt Oryggeligt löfte, etc.
Gestrinius diktning ledde sitt källsprång från tidens stora olyckor och av vad han därunder personligen upplevt och lidit. Där ingår gripande strofer, som ger en levande föreställning om tidens jämmer och lidanden. Hans vittra alster har samlats av Per Hanselli, i vars upplaga hans tidigare dikter dock saknas.